# Per von Seth
Per von Seth (före 1772 Hultgren), född 5 november 1748 i Rydaholms socken, Jönköpings län, död 26 november 1811 i Hörby socken, Malmöhus län, var en svensk jurist och ämbetsman.
von Seth blev 1771 häradshövding i Kinds och Redvägs härader. Han var 1793–1810 lagman i Hallands lagsaga.. von Seth adlades 1772 och adopterades 1778 på sin svärfars namn och nummer. Han tilldelades landshövdings namn, heder och värdighet 1796. von Seth innehade Ousbyholm i Hörby socken.